# Штеффі Неріус
Штеффі Неріус  (нім. Steffi Nerius, 1 липня 1972) — німецька легкоатлетка, олімпійська медалістка.

## Виступи на Олімпіадах
| Олімпіада    | Дисципліна    | Місце |
| ------------ | ------------- | ----- |
| Атланта 1996 | метання списа | 9     |
| Сідней 2000  | метання списа | 4     |
| Афіни 2004   | метання списа | 2     |
| Пекін 2008   | метання списа | 5     |

## Зовнішні посилання
- Досьє на sport.references.com